# Conselho de Direitos Humanos das Nações Unidas

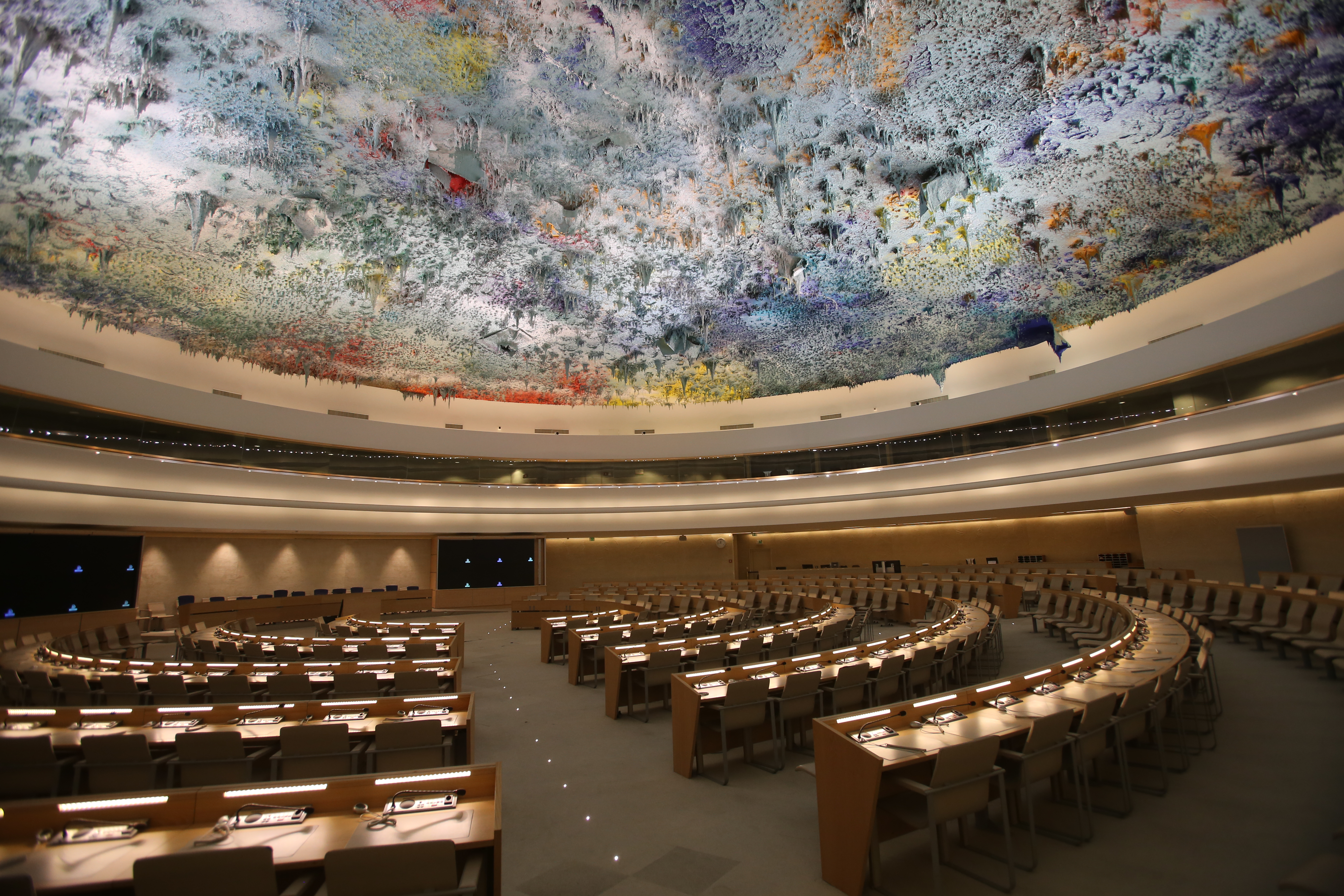
Sala usada pelo Conselho de Direitos Humanos das Nações Unidas no Palácio das Nações, em Genebra, Suíça.

O Conselho de Direitos Humanos das Nações Unidas (United Nations Human Rights Council - UNHRC) é o sucessor da Comissão das Nações Unidas para os Direitos Humanos (United Nations Commission on Human Rights - UNCHR) e é parte do corpo de apoio à Assembleia Geral das Nações Unidas. Tem como principal missão promover e proteger os direitos humanos ao redor do mundo. O CDH é composto por 47 membros eleitos para mandatos de três anos com base em grupos regionais. A sede está localizada em Genebra. 

## Histórico
Em 15 de março de 2006 a ONU aprovou a criação de uma nova organização de Direitos Humanos, apesar da oposição dos Estados Unidos.
O Conselho dos Direitos Humanos  é formado por 47 países, enquanto a Comissão de Direitos Humanos contava com 53 países membros.
A criação do novo conselho foi aprovada por 170 membros da Assembleia - formada por 190. Quatro nações votaram contra :Estados Unidos, as Ilhas Marshall, Palau, e Israel. Não votaram: Bielorrússia, Irã e Venezuela.
Os Estados Unidos, as Ilhas Marshall, Palau e Israel justificaram seus votos contrários, alegando que haveria pouco poder envolvido e não se conseguiria evitar os abusos contra os Direitos Humanos que acontecem ao redor do mundo.

## Estrutura
As 47 cadeiras do conselho são distribuídas entre grupos regionais: 13 para a África, 13 para a Ásia, 6 para a Europa Oriental, 8 para a América Latina e Caribe, e 7 para Europa Ocidental e Outros, que inclui a América do Norte, Oceania e a Turquia. A primeira eleição de membros aconteceu no dia 9 de Maio de 2006.
Diferentemente da UNCHR, que era criticada pela escolha do Sudão como líder, apesar do conflito de Darfur, os membros do UNHRC serão obrigados a cumprir com os "padrões mais altos de serviço" dos Direitos Humanos, e estarão sujeitos a controle periódico. Um membro da comissão pode ser suspenso pela Assembleia Geral por maioria de 2/3.
Mesmo assim, um grande problema persiste: várias organizações de defesa dos direitos humanos lamentaram que a China e outros países frequentemente criticados por desrespeito aos Direitos Humanos, como Argélia, Arábia Saudita, Azerbaijão, Bangladesh, Cuba, Nigéria, Paquistão, Rússia,  e Tunísia, tenham sido designados para fazer parte deste novo organismo. Os Estados Unidos decidiram não participar do Conselho, pelo menos durante seu primeiro ano de existência. As autoridades norte-americanas queriam a criação de um organismo mais forte para denunciar as violações das liberdades.
O Conselho reuniu-se pela primeira vez entre 19 e 30 de Junho de 2006.

## Composição atual
Composição atual do Conselho de Direitos Humanos e membros eleitos para o mandato de 2021 - 2023.
| Mandato   | África (13)                                           | Ásia (13)                                    | Europa Oriental (6) | América Latina e Caribe (8) | Europa Ocidental e Outros (7) |
| --------- | ----------------------------------------------------- | -------------------------------------------- | ------------------- | --------------------------- | ----------------------------- |
| 2021–2023 | Costa do Marfim Gabão Malawi Senegal                  | China Nepal Paquistão Uzbequistão            | Rússia Ucrânia      | Bolívia Cuba México         | França Reino Unido            |
| 2020–2022 | Líbia Mauritânia Sudão Namíbia                        | Indonésia Japão Ilhas Marshall Coreia do Sul | Armênia Polónia     | Brasil Venezuela            | Alemanha Países Baixos        |
| 2019–2021 | Burquina Fasso Camarões Eritreia Somália Togo         | Bahrein Bangladesh Fiji Índia Filipinas      | Bulgária Chéquia    | Argentina Bahamas Uruguai   | Áustria Dinamarca Itália      |
| 2018–2020 | Angola República Democrática do Congo Nigéria Senegal | Afeganistão Nepal Catar Paquistão            | Eslováquia Ucrânia  | Chile México Peru           | Austrália Espanha             |

## Presidentes
Lista dos presidentes do CDHNU:
| Ordem | Nome                            | País                | Mandato                                       |
| ----- | ------------------------------- | ------------------- | --------------------------------------------- |
| 17    | Václav Bálek                    | Chéquia             | 1 de janeiro de 2023 – 31 de dezembro de 2023 |
| 16    | Federico Villegas               | Argentina           | 1 de janeiro de 2022 – 31 de dezembro de 2022 |
| 15    | Nazahat Shameen Khan            | Fiji                | 1 de janeiro de 2021 – 31 de dezembro de 2021 |
| 14    | Elizabeth Tichy-Fisslberger     | Áustria             | 1 de janeiro de 2020 – 31 de dezembro de 2020 |
| 13    | Coly Seck                       | Senegal             | 1 de janeiro de 2019 – 31 de dezembro de 2019 |
| 12    | Vojislav Šuc                    | Eslovênia           | 1 de janeiro de 2018 – 31 de dezembro de 2018 |
| 11    | Joaquín Alexander Maza Martelli | El Salvador         | 1 de janeiro de 2017 – 31 de dezembro de 2017 |
| 10    | Choi Kyong-lim                  | República da Coreia | 1 de janeiro de 2016 – 31 de dezembro de 2016 |
| 9     | Joachim Rücker                  | Alemanha            | 1 de janeiro de 2015 – 31 de dezembro de 2015 |
| 8     | Baudelaire Ndong Ella           | Gabão               | 1 de janeiro de 2014 – 31 de dezembro de 2014 |
| 7     | Remigiusz Henczel               | Polónia             | 1 de janeiro de 2013 – 31 de dezembro de 2013 |
| 6     | Laura Dupuy Lasserre            | Uruguai             | 19 de junho de 2011 – 31 de dezembro de 2012  |
| 5     | Sihasak Phuangketkeow           | Tailândia           | 19 de junho de 2010 – 18 de junho de 2011     |
| 4     | Alex Van Meeuwen                | Bélgica             | 19 de junho de 2009 – 18 de junho de 2010     |
| 3     | Martin Ihoeghian Uhomoibhi      | Nigéria             | 19 de junho de 2008 – 18 de junho de 2009     |
| 2     | Doru Romulus Costea             | Roménia             | 19 de junho de 2007 – 18 de junho de 2008     |
| 1     | Luis Alfonso de Alba            | México              | 19 de junho de 2006 – 18 de junho de 2007     |

## Criticismo
- Israel - 61
- Síria - 15
- Mianmar - 12
- Coreia do Norte - 8
- Irão - 5
- Bielorrússia - 4
- Eritreia - 3
- Sri Lanka - 3
- Sudão - 2
- Líbia - 2
- Honduras - 1

"Nos nove anos da sua existência, o Conselho de Direitos Humanos da ONU condenou Israel mais vezes do que o resto do mundo em conjunto (...)  com a maioria dos piores violadores do mundo a receberem carta branca, se não um lugar no próprio Conselho", afirmou Hillel Neuer, director executivo da UN Watch.

Fonte: UN Watch, 2015 
Qualquer Estado membro da ONU pode candidatar-se ao Conselho sem critérios de selecção e os membros são eleitos por maioria simples da Assembleia Geral da ONU, na qual as democracias com separação de poderes estão em minoria. Isto contrasta com a pretensão do Conselho de que os seus membros devem satisfazer os mais elevados padrões de direitos humanos. Os valores ocidentais — desde a liberdade de imprensa ao direito à integridade física — estão a ser agressivamente contestados, segundo os membros ocidentais do Conselho. Assim, o ex-relator especial da ONU sobre tortura,  Manfred Nowak,  comentou em 2010, por exemplo, que no Conselho de Direitos Humanos aqueles "estados que mais violam os direitos humanos têm a maioria".
As vozes críticas salientam também que muitas das decisões do Conselho são motivadas politicamente,  e não tomadas de uma perspectiva de direitos humanos. Desta forma, os Estados violadores dos direitos humanos proteger-se-iam uns aos outros e aos seus aliados. A forte organização de votos dos Estados islâmicos, em particular, rejeita regularmente alegações de violações dos direitos humanos por exemplo no Uzebequistão, no Irão ou na faixa de Gaza pelo Hamas. Também no conflito do Darfur, por  instigação dos Estados africanos e asiáticos, que constituem a maioria no Conselho de Direitos Humanos, uma forte condenação das graves violações dos direitos humanos foi rejeitada várias vezes.